# Уравнение движения
Уравне́ние движе́ния (уравнения движения) — уравнение или система уравнений, задающие закон эволюции механической или динамической системы (например, поля) во времени и пространстве.
Эволюция физической системы однозначно определяется уравнениями движения и начальными условиями.

## Введение
В уравнении движения динамической системы входит полный набор переменных, определяющий состояние этой системы (например, все координаты и скорости, или все координаты и импульсы), а также их производные по времени, что позволяет, зная такой набор в некий момент времени, вычислить его для момента времени, отстоящего на малый (бесконечно малый) промежуток времени. В принципе, повторяя этот процесс вычисления последовательно большое (бесконечное) количество раз, можно вычислить значение всех этих переменных для момента времени, как угодно далеко отстоящего от начального. С помощью такого процесса можно (выбрав {\displaystyle \Delta t} достаточно малым, но конечным) получить приближённое численное решение уравнений движения. Однако чтобы получить точное решение, приходится применять другие математические методы.
В современной квантовой теории термин уравнение движения нередко используется для обозначения именно только классических уравнений движения, то есть как раз для различения классического и квантового случая. В таком употреблении, например, слова «решение уравнений движения» означают именно классическое (неквантовое) приближение, которое может затем так или иначе использоваться при получении квантового результата или для сравнения с ним. В этом смысле уравнения эволюции волновой функции не называют уравнениями движения, например упомянутые ниже уравнение Шрёдингера и уравнение Дирака нельзя назвать уравнением движения электрона. Определённую ясность тут вносит дополнение, указывающее на то, об уравнении движения чего идёт речь: так, хотя уравнение Дирака нельзя назвать уравнением движения электрона, его можно, даже в смысле, обсуждаемом в этом абзаце, назвать классическим уравнением движения спинорного поля.

## Примеры

### Простой механический пример
Рассмотрим в рамках ньютоновской механики точечную частицу, способную перемещаться лишь по одной прямой (например, бусину, скользящую по гладкой спице). Будем описывать положение частицы на прямой единственным числом — координатой — x. Пусть на эту частицу действует (например, со стороны некоторой пружины) сила f, зависящая от положения частицы по закону Гука, то есть, выбрав удобное начало отсчёта x, можем записать f = — k x. В таком случае, учитывая второй закон Ньютона и кинематические соотношения, обозначив скорость как v, будем иметь следующие уравнения движения для нашей системы:
{\displaystyle dv/dt=-(k/m)x}
{\displaystyle dx/dt=v},
или, исключая v из системы:
{\displaystyle d^{2}x/dt^{2}=-(k/m)x}
Подставив начальную координату и скорость в правые части этих уравнений, и заменив бесконечно малое dt на малое, но конечное, {\displaystyle \delta t}, и переписав приближённо в соответствии с этим уравнения в первой форме — в виде величина({\displaystyle t+\delta t}) = величина(t) + производная·{\displaystyle \delta t}, получим:
{\displaystyle v(t+\delta t)=v(t)-(k/m)x(t)\delta t}
{\displaystyle x(t+\delta t)=x(t)+v(t)\delta t},
и, переходя от предыдущего момента к следующему (каждый раз время растёт на {\displaystyle \delta t}), можем получить численное решение этих уравнений движения в виде таблицы {\displaystyle {x(0),v(0);x(\delta t),v(\delta t);x(2\delta t),v(2\delta t);\dots ;x(n\delta t),v(n\delta t);}}, приближенно представляющей зависимость x(t) и v(t) от времени (с шагом {\displaystyle \delta t}). Можно увидеть, что, если {\displaystyle \delta t} было выбрано достаточно малым, что x(t) и v(t) очень близко совпадают с функцией {\displaystyle const\cdot \cos({\sqrt {k/m}}\cdot t+const')}.
Использовав для догадки это приближённое решение или какие-то другие соображения, можем, если мы уже подозреваем, каким должно быть решение, просто подставить
{\displaystyle x=A\cos(\omega t+\phi )},
где {\displaystyle A,\omega ,\phi } — просто постоянные, в точные уравнения движения, взяв нужные производные по времени от этого выражения. При этом мы сможем убедиться, что нетрудно подобрать конкретные значения {\displaystyle A,\omega ,\phi }, чтобы равенство при этой подстановке выполнялось, а также найти необходимые для этого значения {\displaystyle A,\omega ,\phi } (оказывается, {\displaystyle A} и {\displaystyle \phi } могут быть любыми, а {\displaystyle \omega ={\sqrt {k/m}}}. Мы получили таким образом точное решение уравнений движения, да ещё и общее точное решение (то есть подходящее для любых начальных условий, в чём нетрудно убедиться).
Теперь, имея это общее точное решение, мы можем выбрать из множества общих решений (с разными {\displaystyle A} и {\displaystyle \phi }) частное решение, удовлетворяющее конкретным начальным условиям. Так мы решим задачу для заданного уравнения движения и начальных условий.
Так иллюстрируется понятие уравнения движения (уравнений движения) и их решения на конкретном простом примере.

### Примеры уравнений движения в разных областях физики
- В классической механике
Законы Ньютона
(кроме собственно законов Ньютона — а именно второго — в уравнения движения ньютоновской механики входят кинематические уравнения и конкретные законы сил, такие, как например закон всемирного тяготения или закон Гука).
Уравнения Эйлера — Лагранжа
Уравнения Гамильтона
- В классической статистической механике:
Уравнение Лиувилля
Уравнение Боголюбова
Уравнение Больцмана
Уравнение Власова
- В классической теории поля:
Уравнения Максвелла (могут быть записаны и использоваться в разной форме).
Уравнение движения сплошной среды
- В квантовой механике (см. замечание в основной статье о возможных ограничениях применимости термина уравнения движения в этой области)
Уравнение Шрёдингера
Уравнение Гейзенберга
Уравнение Линдблада
Уравнение фон Неймана
Уравнение Дирака